# Serrasalmus altuvei
Serrasalmus altuvei är en fiskart som beskrevs av Ramírez, 1965. Serrasalmus altuvei ingår i släktet Serrasalmus och familjen Characidae. Inga underarter finns listade i Catalogue of Life.